# 関東情報サービス
関東情報サービス株式会社（かんとうじょうほうサービス、英: Kanto Information Service Co., Ltd.）は、関東鉄道グループ（京成グループ）のシステムインテグレーターである。

## 概要
コンピュータの黎明期であった1971年（昭和46年）に関東鉄道株式会社と株式会社金澤電子計算センター（現 株式会社ケーシーエス）との共同出資により誕生し、1993年（平成5年）に関東鉄道株式会社の完全子会社となる。基幹業務のシステム開発やネットワーク構築の提案・導入支援、IT機器・モバイル端末の販売、技術者等の人材支援など幅広い事業を展開している。

## 事業所
- 東京事業所 (東京都中央区日本橋)
- つくばオフィス (茨城県土浦市卸町)
- 営業部キャリアサービス課：(茨城県土浦市桜町)

## 沿革
- 1971年（昭和46年）
  - 茨城県土浦市に関東情報サービス株式会社を設立。資本金 500万円
- 1981年（昭和56年）
  - システム開発部門の創設及び業務開始。
  - OA機器販売業務開始。
- 2002年（平成14年）
  - 経済産業省システムインテグレータに登録
- 2003年（平成15年）
  - 東京都葛飾区に東京事業所開設（現 東京事業部、2012年に日本橋へ移転）
- 2008年（平成20年）
  - 土浦市卸町につくばオフィス開設（現 つくば事業部）
- 2011年（平成23年）
  - 光通信と共同出資により株式会社はやぶさを設立